# Плен (филм из 2001)
Плен (енгл. The Score) је филм 2001. које је режирао Френк Оз, а главне улоге играју: Роберт де Ниро, Едвард Нортон и Марлон Брандо.

## Радња
Радња се одвија у Монтреалу (Канада). Ник Велс (Де Ниро) - власник популарног џез клуба, у исто време - професионални проваљивач сефова. Ник жели да раскине са својом криминалном прошлошћу, али његов стари партнер у илегалном послу Макс (Брандо) га приморава да почне да припрема нови злочин. Идеја о планираној крађи припада трећем учеснику - младом и амбициозном Џеку Телеру (Нортон).
Сврха лопова је скиптар француске краљевске династије Бурбона. Раритет је прокријумчарен у Канаду у нози клавира, случајно откривен и смештен у сеф у сефу Управе царина. Основне податке о локацији скиптра и организацији страже дао је Џек Телер; фингирајући урођене недостатке менталног и физичког развоја, добија посао чистача у царинском одељењу, што му омогућава да продре у скоро све просторије. Припремајући се за крађу, криминалци се суочавају и проналазе рјешења за низ техничких проблема савладавања сигурносних система. У сталној напетости одржава се прича о односу између Велса и Телера. Први је усамљеник који се припрема за најновији злочин у криминалној каријери. Други је активни вођа, организатор који тек креће на злочиначки пут. Сукоб кулминира непосредно у тренутку крађе. Ник, пошто је савладао све безбедносне системе, краде скиптар. Телер се изненада појављује у трезору и, под претњом пиштоља, односи кофер са киднапованим од Велса. Свако самостално напушта место злочина и крије се од полиције.
Расплет је духовит и непредвидив. Надахнути Џек Телер трчи до међуградске аутобуске станице у Монтреалу. Иза његових леђа у ранцу је торба са непроцењивим пленом. Понос тера Џека да позове превареног партнера и још једном ужива у победи. Велсов смирен и ироничан глас збуњује Телера. Он отвара случај узет од Ника. Постоји стари погон на точковима аутомобила, који понавља облик скиптра. Искусни злочинац је све израчунао, а Џека већ тражи званична фотографија целе канадске полиције.

## Улоге
- Роберт де Ниро: Николај Велс
- Едвард Нортон: Џек Телер
- Марлон Брандо: Макс
- Анџела Басет: Дајен
- Гари Фармер: Берт
- Пол Соулс: Дени
- Џејми Харолд: Стивен